# Mszana Dolna Marki
Mszana Dolna Marki – nieczynny od 2006 r. przystanek osobowy w Mszanie Dolnej (w Markach), w województwie małopolskim w Polsce.
Przystanek kolejowy został oddany do użytku w 1985 r. pod nazwą ,,Marki".
Peron w Markach z powodu remontu i modernizacji linii kolejowej 104 ,,Galicjanki'' ma być zburzony i wybudowany na nowo z nowoczesnym wysokim peronem, oznakowaniem itd.